# Dayton Art Institute
O Dayton Art Institute (DAI) é um museu de belas artes localizado em Dayton, Ohio, nos Estados Unidos.  Está classificado entre os 3% melhores museus de arte da América do Norte em três dos quatro critérios avaliados. Além disso, ele foi reconhecido como um dos 10 melhores museus de arte dos Estados Unidos para crianças. Em 2007, o museu recebeu um total de 303.834 visitantes.

## História
Fundado em uma mansão do centro da cidade em 1919 como o Museu de Belas Artes de Dayton, o museu mudou-se para um novo edifício projetado por Edward B. Green em 1930. O design do museu foi inspirado no Cassino dos jardins da Villa Farnese, em Caprarola, e a escadaria frontal foi baseada nas escadas dos jardins renascentistas italianos da Villa d'Este, perto de Roma. Originalmente, o prédio foi construído com telhas importadas da Itália, mas devido aos invernos rigorosos de Ohio, elas foram substituídas por telhas Ludowici em 1979. O museu é facilmente visível e acessível pela I-75, que passa pelo centro de Dayton.
Posteriormente, o museu foi rebatizado como Dayton Art Institute, indicando a crescente relevância de sua escola, além do acervo museológico. O edifício, que hoje possui cerca de 5.600 metros quadrados, está listado no Registro Nacional de Lugares Históricos.

## Informações do museu
A coleção do museu contém mais de 20.000 objetos que cobrem 5.000 anos de história. Em setembro de 2005, tornou-se uma das onze galerias nos Estados Unidos a abrigar a exposição "A busca pela imortalidade: tesouros do antigo Egito", a maior coleção de artefatos egípcios antigos já enviada para fora do Egito.
O museu de arte, com um edifício em estilo renascentista italiano, está localizado no topo de uma colina com vista para o centro de Dayton. Entre os destaques estão suas coleções de arte asiática, barroca do século XVII, americana dos séculos XVIII e XIX e contemporânea. Além de suas coleções permanentes, o museu frequentemente exibe exposições temporárias.

## Trabalhos notáveis
Algumas das obras mais notáveis no acervo do instituto são:
- A canção de Rouxinol por William-Adolphe Bouguereau
- Folhas roxas[9] por Georgia O'Keeffe
- Cantata por Norman Lewis
- Sem título[10] por Joan Mitchell
- Mudança de Mar[11] por Helen Frankenthaler
- Sem título[12] por Louise Nevelson
- Louise Nevelson[13] por Alison Van Pelt
- Perdido e Achado[14] por Alison Saar
- Bordado do Uzbequistão[15] por Janet Fish
- Sawdy[16] por Edward Kienholz
- Estudo Cabeças de um Velho por Peter Paul Rubens
- Meio-dia por Edward Hopper
- Aurora Red Ikebana com hastes amarelas brilhantes por Dale Chihuly
- Depois do Banho por Edgar Degas
- Pilhas em Celebração por Charles Sheeler
- Cena no Vale de Yosemite por Albert Bierstadt
- Alegoria das Quatro Estações por Bartolomeo Manfredi
- Nenúfares por Claude Monet
- Série Índio Americano (Russell Means) por Andy Warhol
- Homenagem à Pintura por Roy Lichtenstein
- Loucura cintilante de Sandy Skoglund[17]

## Galeria

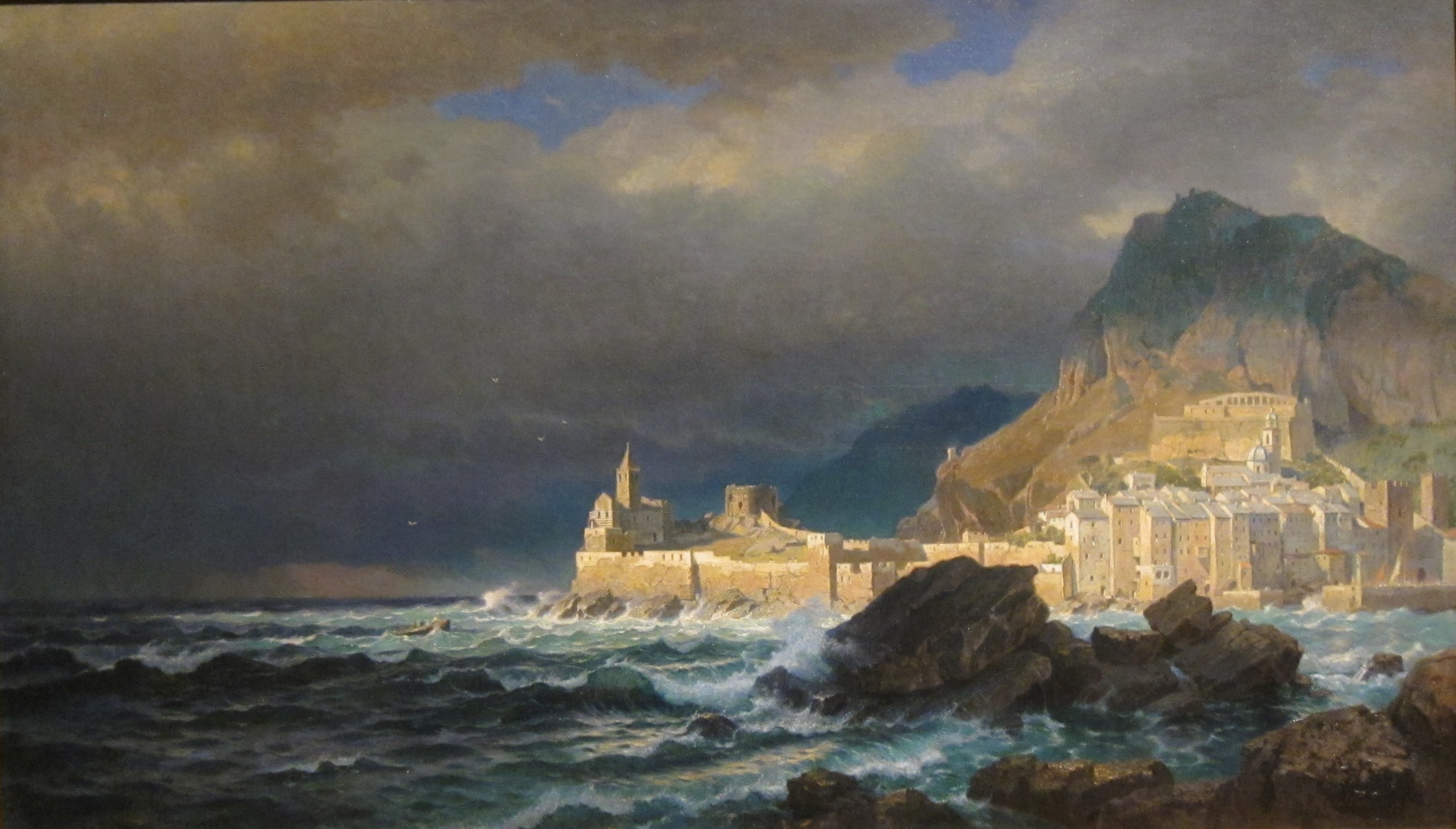
Porto Venere por William Stanley Haseltine 1878
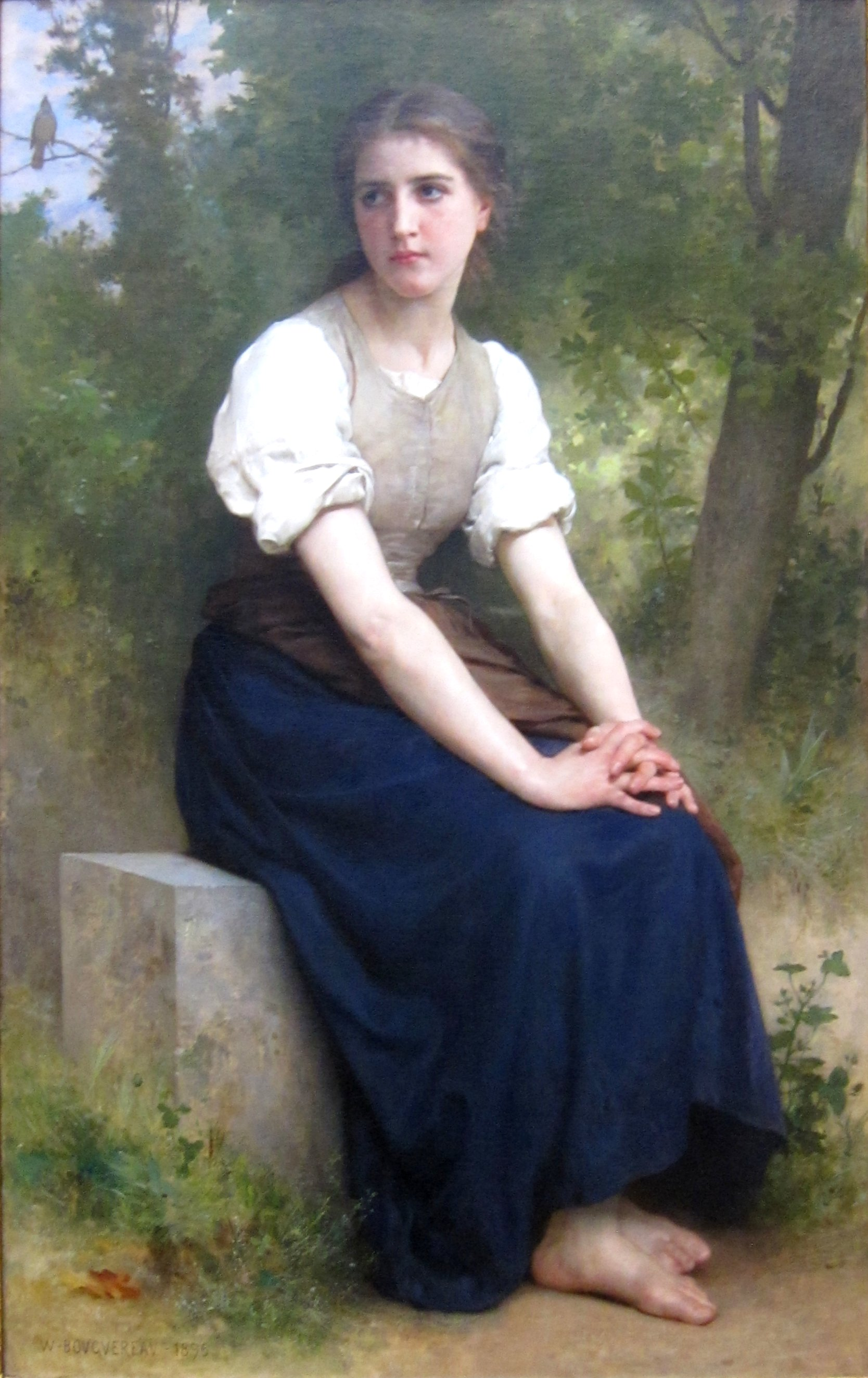
A canção de Rouxinol por William-Adolphe Bouguereau
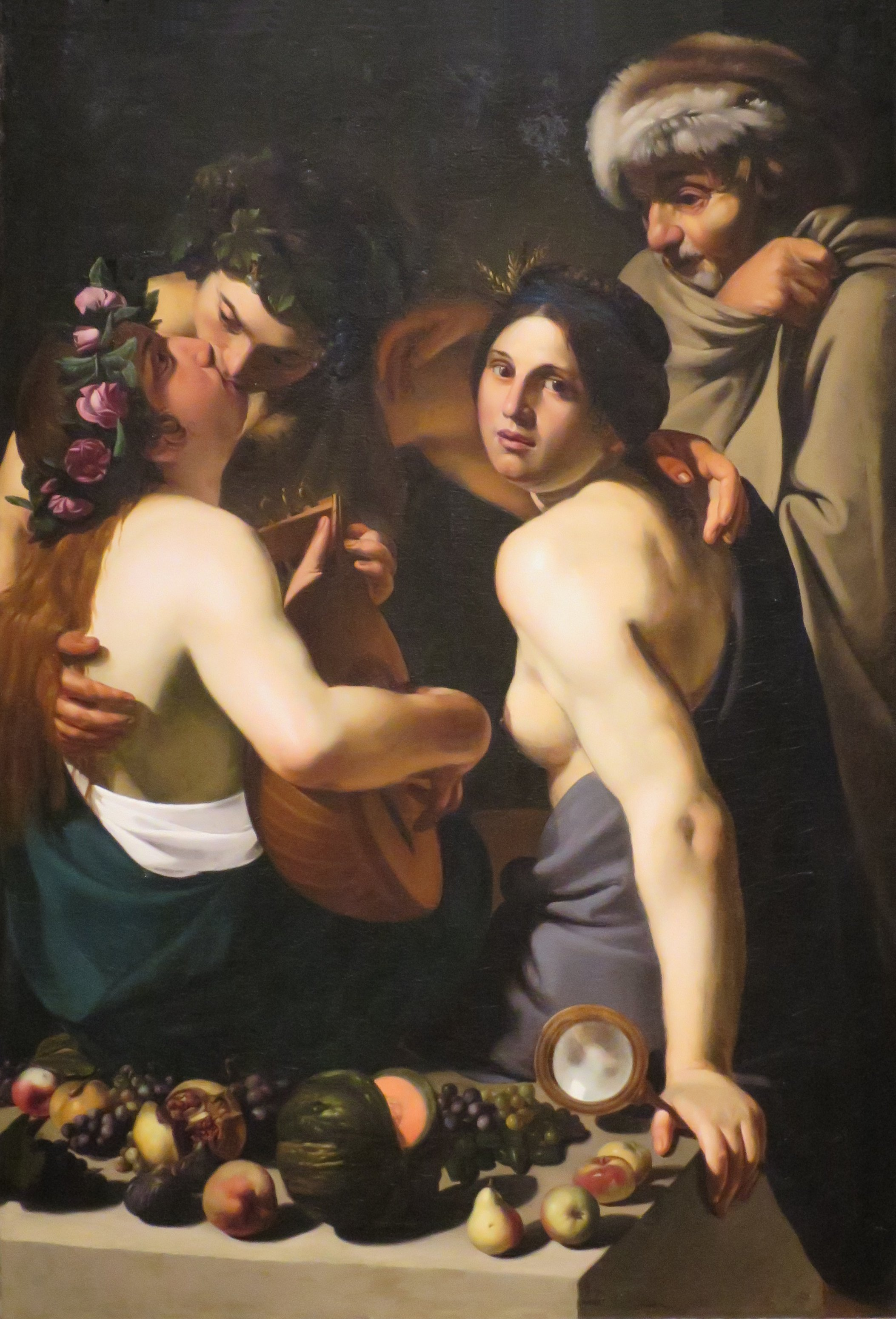
Alegoria das Quatro Estações por Bartolomeo Manfredi
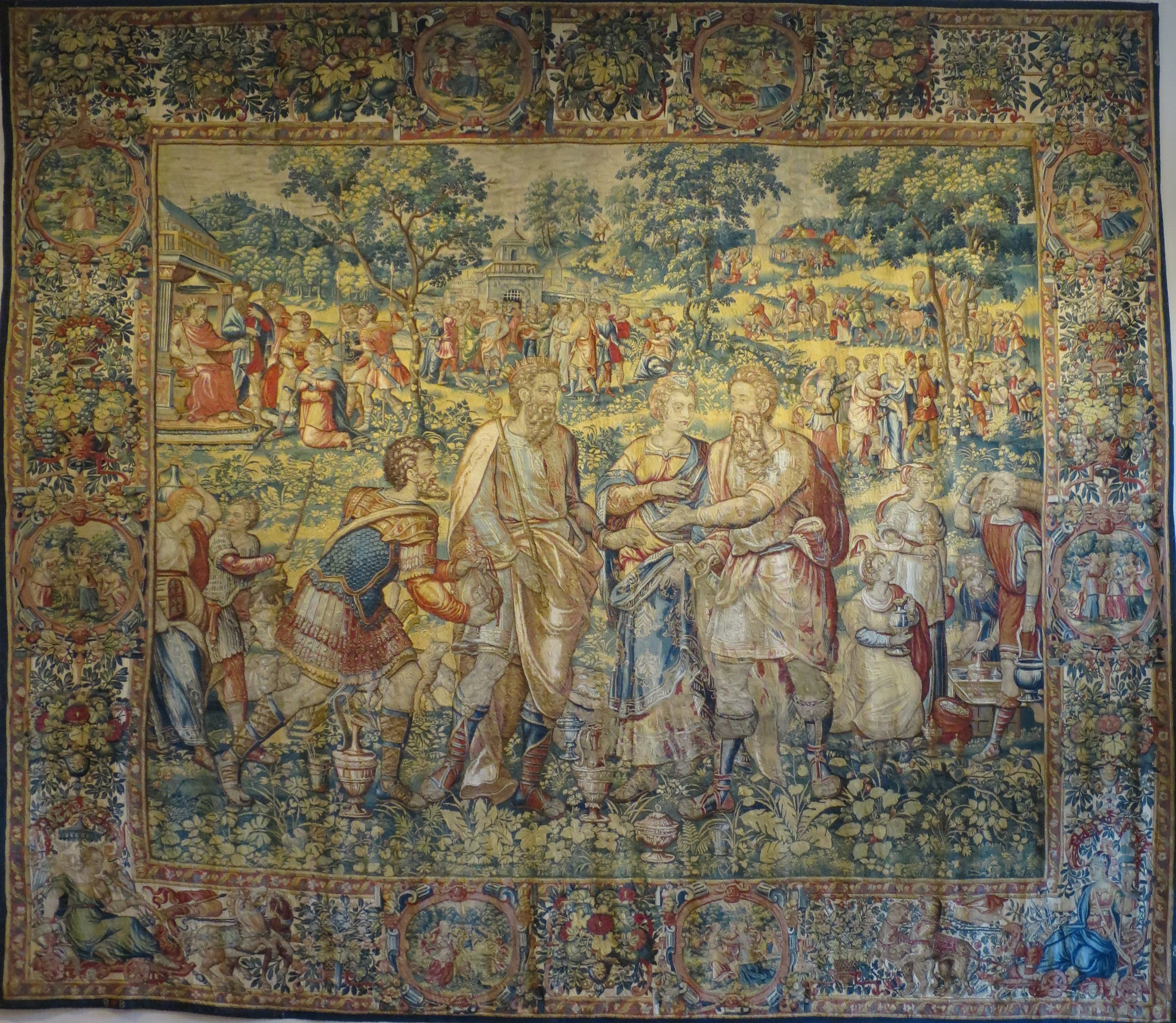
Rei Abimelech Devolve Sarah ao seu Marido Abraão, Tapeçaria flamenga de Frans Geubels
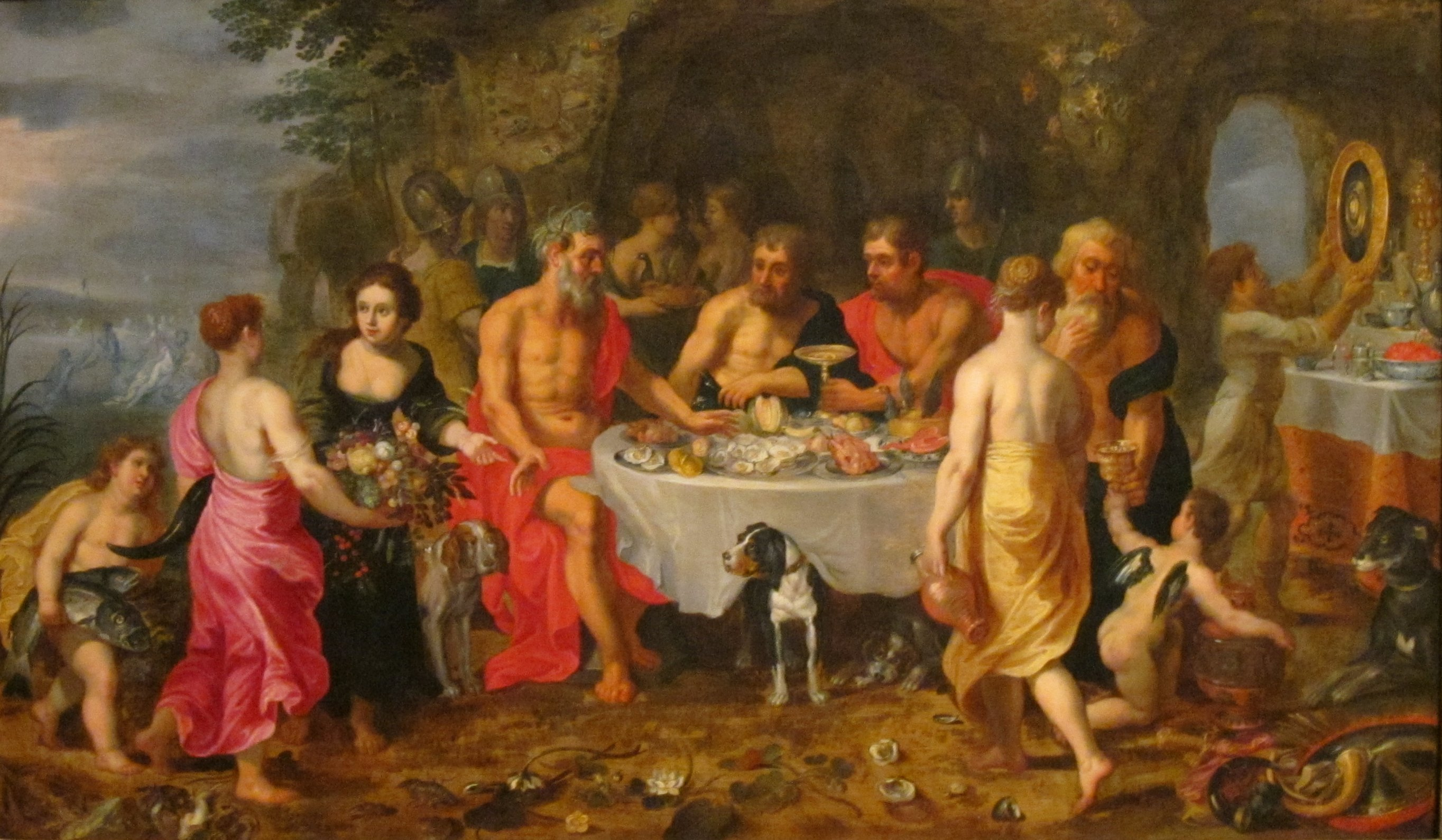
O Banquete de Aqueloo por Jan Brueghel the Younger e Hendrick van Balen
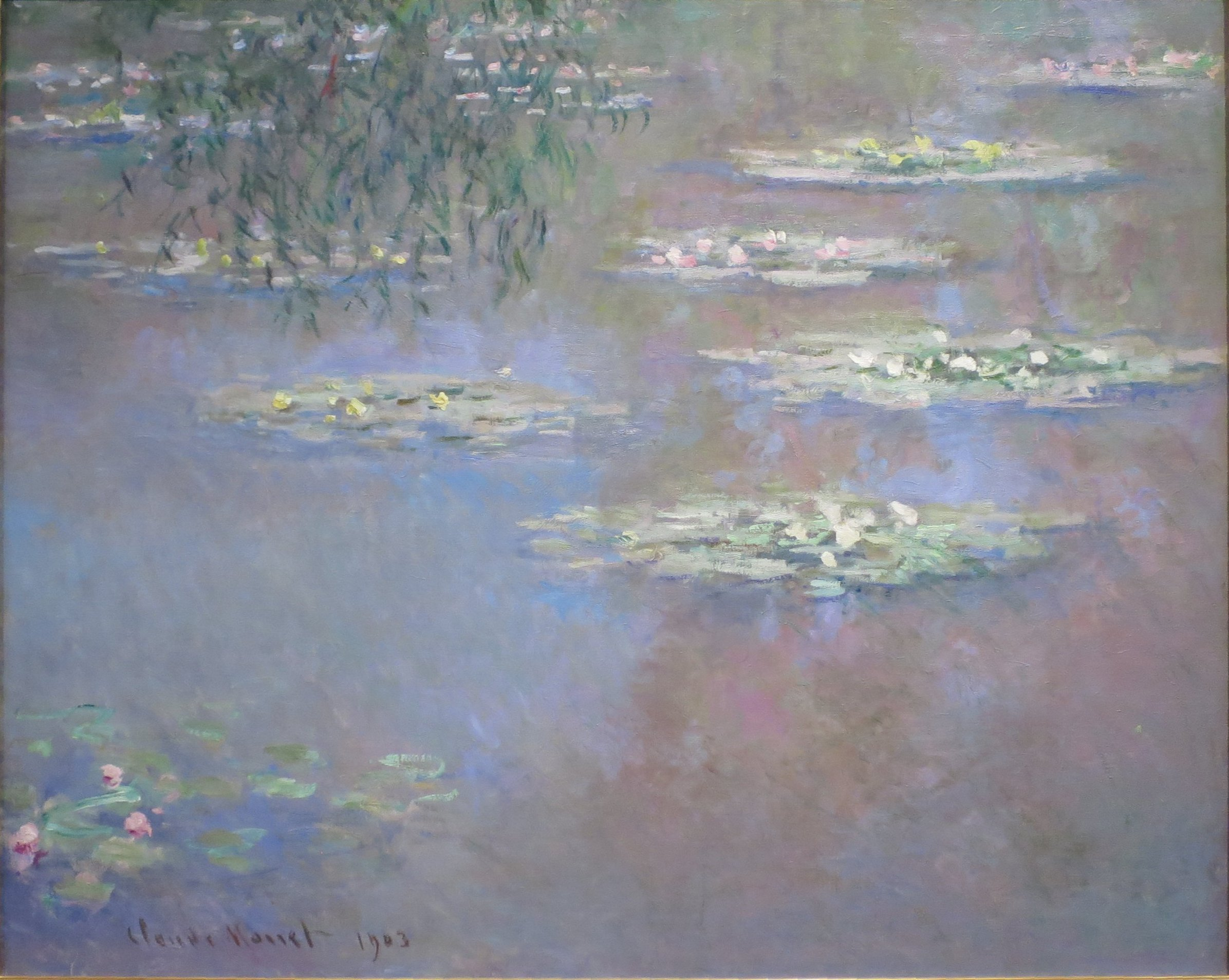
Nenúfares por Claude Monet
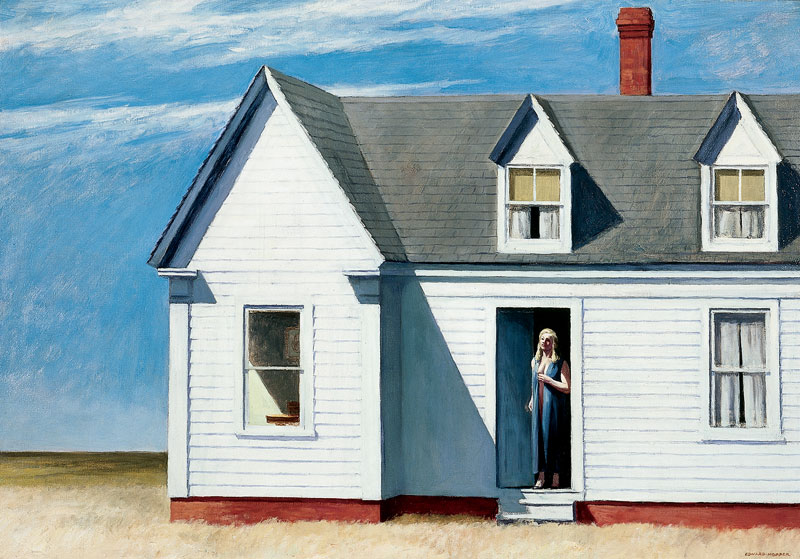
Meio-dia por Edward Hopper